# 下茄萣金鑾宮
下茄萣金鑾宮，俗稱下茄萣媽祖廟，位於高雄市茄萣區，是主祀媽祖的廟宇，為茄萣四大聚落公廟之一。祭祀範圍為舊下茄萣庄，即今茄萣區嘉定、保定、大定、光定、吉定五里。金鑾宮做醮為不定期慶典，平均約每十年舉行一科王船醮典，二戰後至今，金鑾宮共舉行七科王醮。

## 沿革
金鑾宮草創於南明永曆年間，先民在捕魚時到茄萣海邊建一座茅草建造而成的媽祖廟，清乾隆四十八年（1783年）時遷建現址，後經五次修建及擴建成為今日巍峨的廟宇。

## 祀神
金鑾宮主祀媽祖，配祀福德正神、註生娘娘、虎爺公、觀音菩薩、關聖帝君、孚佑帝君、伍年千歲和中壇元帥。

## 文物

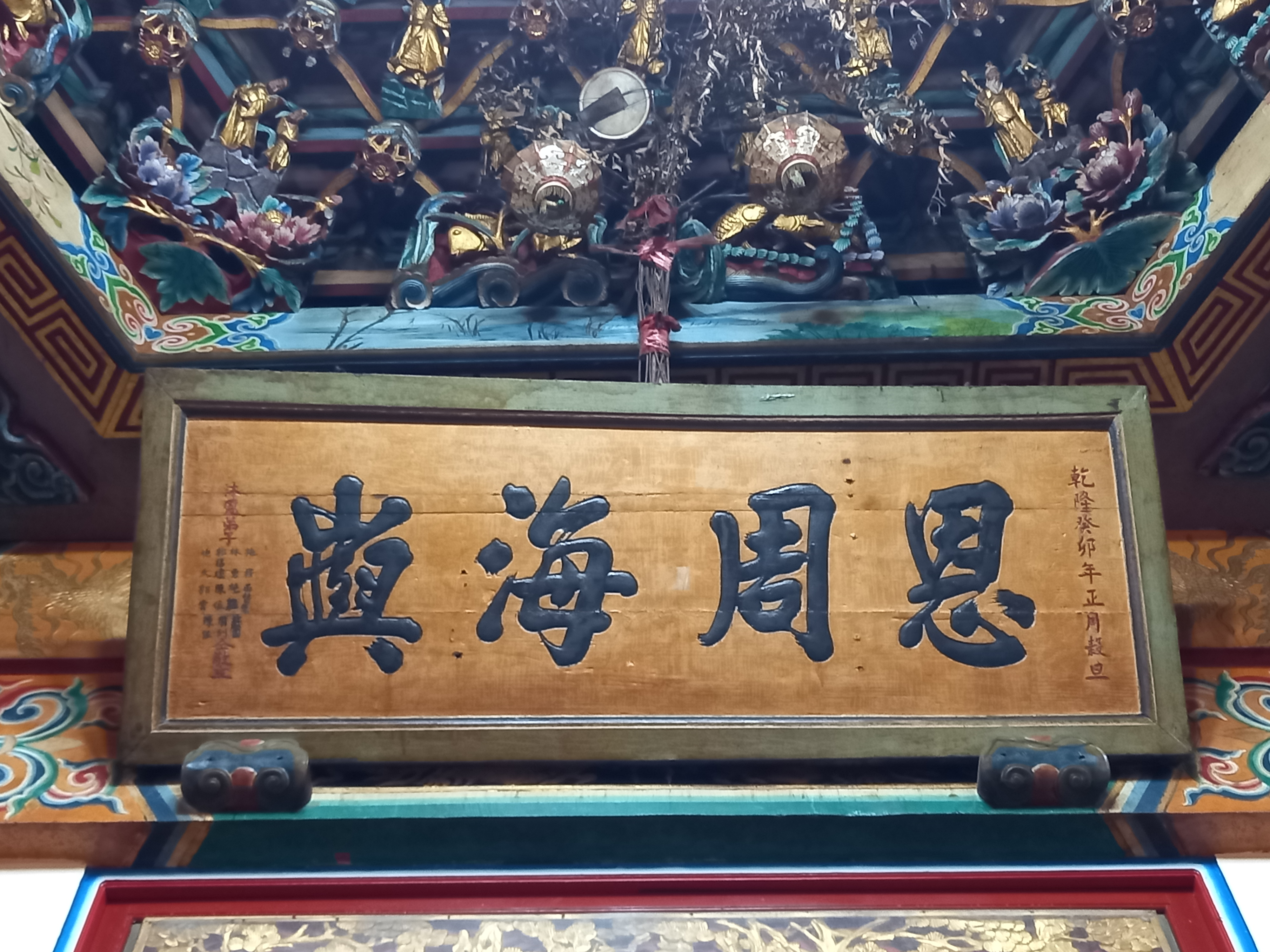
乾隆四十八年（1783年）「恩周海嶼」匾

金鑾宮正殿內懸掛匾額「恩周海嶼」為乾隆四十八年，有來自泉州的帆船在海上遇難，千鈞一髮之際，發現亮光，遂朝向光源跟隨茄萣部落漁民漁筏逃難投線登陸得以生還，之後弟子施程、林勇、郭福填、施文、呂贊燕、施韞、陳位、郭雲、蘇恩、周列、陳傑等十一名刻匾敬謝。

## 音樂社團

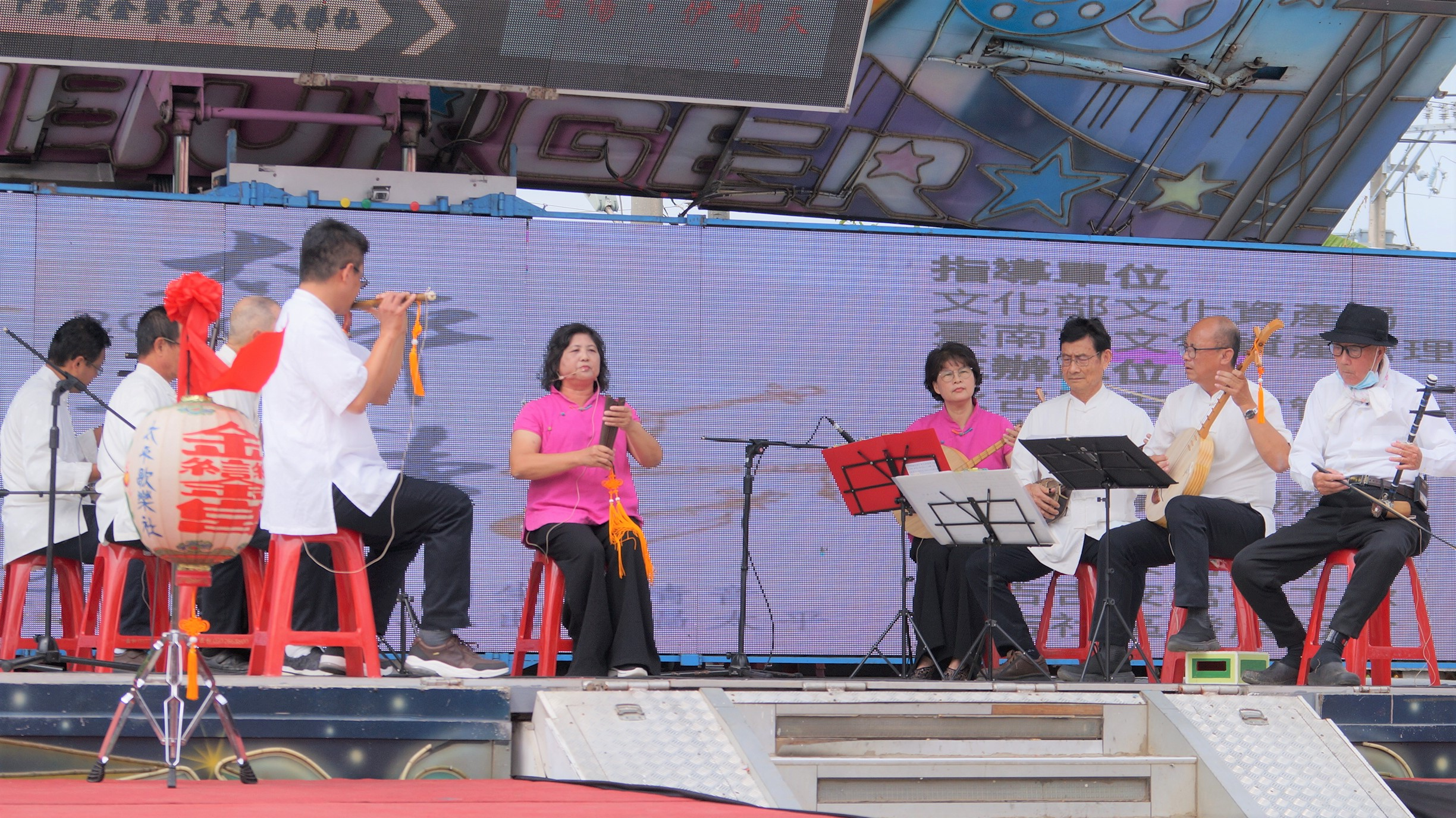
下茄萣金鑾宮太平歌樂社

下茄萣金鑾宮設有四管（南管、北管、正音、太平歌）樂團，分別為北管的靈宵殿振樂軒、正音的田都府茄鑾平劇社、南管的振南社和南管系統太平歌的太平歌樂社。

## 外部連結
- 下茄萣金鑾宮官方網站 （页面存档备份，存于）
- 下茄萣金鑾宮王醮大典 - 臺灣宗教文化地圖 （页面存档备份，存于）